# 10224 Hisashi
10224 Hisashi (tên chỉ định: 1997 UK22) là một tiểu hành tinh vành đai chính. Nó được phát hiện bởi Naoto Sato ở Đài thiên văn Chichibu ngày 16 tháng 10 năm 1997. Nó được đặt theo tên Hisashi Hirabayashi, an official ở Japan Aerospace Exploration Agency.